# WWF世界マーシャルアーツ・ヘビー級王座
WWF世界マーシャルアーツ王座（WWF World Martial Arts Heavyweight Championship）は、新日本プロレスが管理、WWFが認定していた王座。WWFの団体名がWWWFとなっていた時代にはWWWF世界マーシャルアーツ王座と呼ばれていた。

## 歴史
新日本プロレスが行っていた異種格闘技戦に用いられた王座。1978年12月18日、ニューヨークのマディソン・スクエア・ガーデンにおいて、数々の異種格闘技での功績を称え贈呈するという形でWWFがアントニオ猪木を初代王者に認定。同日、テキサス・レッドを挑戦者に防衛戦が行われた。形式上はWWFが認定する王座ではあるが、実際には新日本プロレスが管理しており、その後、WWFのエリアではタイトルマッチが行わることはなかった。
1985年、WWFは新日本プロレスとの業務提携を解消して新日本プロレスが管理、WWFが認定していたWWFインターナショナル・ヘビー級王座、WWFインターナショナル・タッグ王座、WWFジュニアヘビー級王座は封印されたが、当王座はWWFからの贈呈という形になっていたので、そのまま王者である猪木が保持。WWFではなく新日本プロレスが認定する世界マーシャルアーツ王座として防衛戦が行われたが、猪木の引退に伴い王座は封印された。その後、チャンピオンベルトはグレーテスト18クラブ王座のチャンピオンベルトに再利用されている。

## 歴代王者
| 歴代  | 選手                     | 戴冠回数 | 防衛回数 | 獲得日付       | 獲得場所 （対戦相手・その他）                                         |
| ----- | ------------------------ | -------- | -------- | -------------- | --------------------------------------------------------------------- |
| 初代  | アントニオ猪木           | 1        | 8        | 1978年12月18日 | マディソン・スクエア・ガーデン ビンス・マクマホン・シニアが王者に認定 |
| 第2代 | ショータ・チョチョシビリ | 1        | 0        | 1989年4月24日  | 東京ドーム                                                            |
| 第3代 | アントニオ猪木           | 2        | 0        | 1989年5月25日  | 大阪城ホール 1990年封印                                               |